# سن ترك المدرسة
سن ترك المدرسة هو الحد الأدنى لسن الشخص المسموح به قانونًا بمغادرة التعليم الإلزامي. معظم البلدان التي لديها سن ترك المدرسة تحدد نفس الحد الأدنى لسن العمل بدوام كامل، مما يسمح بالانتقال السلس من التعليم إلى العمل، في حين أن عددًا قليلاً من هذه البلدان قد حدد أقل من السن المسموح به للتوظيف.
على النقيض من ذلك، هناك العديد من البلدان التي لديها عدة سنوات بين سن ترك المدرسة والحد الأدنى لسن العمل القانوني، ولذلك في بعض الحالات تمنع أي انتقال من هذا القبيل لعدة سنوات. البلدان التي يكون عمر التوظيف فيها أقل من سن التخرج من المدرسة وهو 5 سنوات (ولكن معظمها من البلدان النامية)، تخاطر بإعطاء الأطفال فرصة لترك تعليمهم في وقت مبكر لكسب المال لعائلاتهم.

## سن ترك المدرسة حسب البلدان
بعض البلدان لديها أعمار مختلفة في ترك المدرسة أو العمل، ولكن في بعض البلدان مثل الصين واليابان، يبلغ متوسط العمر الذي يتخرج فيه الأشخاص 15 عامًا، وهذا يتوقف على التعلم أو العمل بدوام جزئي. يوضح الجدول أدناه سن ترك المدرسة عند البلدان في جميع أنحاء العالم والحد الأدنى لسن التوظيف لكل منها، مما يُظهر مقارنة لعدد البلدان التي قامت بمزامنة هذه الأعمار. جميع المعلومات مأخوذة من جدول مشروع الحق في التعليم ما لم يرد خلاف ذلك.
 عنوان تفسيري 
| دليل اللون                                                        | دليل الأعمار                                                                           |
| كلا العمران غير متزامنين: أعلى من سن ترك المدرسة/سن التوظيف أقل   | 0 يشير إلى أن التعليم ليس إلزامياً. (13)يدل على العمل بدوام جزئي المتاحة من 13          |
| كلا الأعمار غير المتزامنة: سن العمل أعلى/ترك المدرسة سن أقل       | 0 تشير 0 إلى عدم وجود حد أدنى لسن العمل حيث يمكن للأطفال، نظريًا، استخدامهم منذ الولادة |
| كل الأعمار متزامنة                                                | ― يدل على عدم وجود معلومات متاحة                                                       |
| لا توجد معلومات/لا توجد مجموعة عمرية/يختلف العمر حسب سلطةالقضائية | ? يدل على مجموعة العمر غير معروفة                                                      |

### أفريقيا
| # | بلد          | قانوني          | قانوني   | التعليم/فحوة العمال | عام   | ملاحظات                                                                                |
| # | بلد          | سن ترك المدراسة | سن العمل | التعليم/فحوة العمال | عام   | ملاحظات                                                                                |
| - | ------------ | --------------- | -------- | ------------------- | ----- | -------------------------------------------------------------------------------------- |
|   | الجزائر      | 16              | 16       | 0                   | 2011  |                                                                                        |
|   | أنغولا       | 12              | 14       | -2                  | 2010  |                                                                                        |
|   | بنين         | ؟               | 14       |                     | 2005  |                                                                                        |
|   | بوتسوانا     | ؟               | 15       |                     | 2004  |                                                                                        |
|   | بوركينا فاسو | 16              | 15       | -1                  | 2009  |                                                                                        |
|   | بوروندي      | 12              | 16       | 4                   | 2010  |                                                                                        |
|   | الكاميرون    | 14              | 14       | 0                   | 2001  |                                                                                        |
|   | الرأس الأخضر | 16              | 14       | -2                  | 2001  |                                                                                        |
|   | تشاد         | 15              | ؟        |                     | 2007  |                                                                                        |
|   | جزر القمر    | 14              | ؟        |                     | 1998  |                                                                                        |
|   | الكونغو      | 16              | 16       | 0                   | 2006  |                                                                                        |
|   | مصر          | 14              | 14       | 0                   | 2001  |                                                                                        |
|   | إرتريا       | 13              | 14       | -1                  | 2007  |                                                                                        |
|   | إثيوبيا      | ؟               | ؟        |                     | 2000  |                                                                                        |
|   | الغابون      | 16              | 16       | 0                   | 2001  |                                                                                        |
|   | غامبيا       | ؟               | ؟        |                     | 2000  |                                                                                        |
|   | غانا         | 15              | 12       | -3                  | 2005  |                                                                                        |
|   | غينيا        | 16              | 16       | 0                   | 2012  |                                                                                        |
|   | كينيا        | ؟               | ؟        |                     | 2006  |                                                                                        |
|   | ليبيا        | 15              | 15       | 0                   | 2002  |                                                                                        |
|   | مدغشقر       | ؟               | 14       |                     | 2010  |                                                                                        |
|   | مالاوي       | ؟               | 14       |                     | 2008  |                                                                                        |
|   | موزمبيق      | ؟               | 15       |                     | 2009  |                                                                                        |
|   | المغرب       | 13              | ؟        |                     | 2003  |                                                                                        |
|   | ناميبيا      | 16              | 14       | -2                  | 2011  |                                                                                        |
|   | النيجر       | 16              | 14       | -2                  | 2008  |                                                                                        |
|   | نيجيريا      | 15              | ؟        |                     | 2009  |                                                                                        |
|   | رواندا       | 16              | 16       | 0                   | 2012  |                                                                                        |
|   | السنغال      | 16              | 15       | -1                  | 2006  |                                                                                        |
|   | سيشل         | 15              | 15       | 0                   | 20011 |                                                                                        |
|   | سيراليون     | 15              | ؟        |                     | 2006  |                                                                                        |
|   | الصومال      | 17              | 15       | -2                  | 2018  |                                                                                        |
|   | جنوب إفريقيا | 15              | 15       | 0                   | 2011  | لا يجوز تشغيل الطفل الذي يتراوح عمره بين 15 و 18 عامًا إلا إذا كان قد أنهى الصف التاسع. |
|   | السودان      | ؟               | 14       |                     | 2010  | يشمل جنوب السودان                                                                      |
|   | تنزانيا      | 13؟             | 14       |                     | 2005  |                                                                                        |
|   | توغو         | 15              | 14       | -1                  | 2010  |                                                                                        |
|   | تونس         | 16              | 16       | 0                   | 2008  |                                                                                        |
|   | أوغندا       | ؟               | ؟        |                     | 2004  |                                                                                        |
|   | زامبيا       | ؟               | ؟        |                     | 2002  |                                                                                        |
|   | زيمبابوي     | ؟               | ؟        |                     | 1995  |                                                                                        |

## الأمريكتين
| # | بلد                     | قانوني                          | قانوني                              | التعليم/فحوة العمال | عام       | ملاحظات |
| # | بلد                     | سن ترك المدراسة                 | سن العمل                            | التعليم/فحوة العمال | عام       | ملاحظات |
| - | ----------------------- | ------------------------------- | ----------------------------------- | ------------------- | --------- | --- |
|   | الأرجنتين               | 18                              | 14                                  | -4                  | 2009      | |
|   | باربادوس                | 16                              | 16؟                                 |                     | 1997      | |
|   | بليز                    | 14                              | 14                                  | 0                   | 2004      | |
|   | بوليفيا                 | 16                              | 14                                  | -2                  | 2009      | |
|   | البرازيل                | 17                              | 15                                  | -2                  | 2010      | التعليم إلزامي للأطفال من سن 6 إلى 16 سنة (1-9 سنوات في نظام المدارس البرازيلية الجديد). بعد ذلك، لا يوجد التزام قانوني بالبقاء في المدرسة. ومع ذلك، يجب على الطلاب الذين يرغبون في التأهل للالتحاق بالجامعة إكمال ثلاث سنوات إضافية (من 10 إلى 12 سنة) من المدرسة الثانوية، لذا يتركون المدرسة عادة في سن 17 أو 18 عامًا، اعتمادًا على تاريخ الميلاد. الحد الأدنى لسن العمل القانوني هو 17؛ في سن 15، يُسمح للمرةء بالحصول على عقد تدريب مهني. |
|   | كندا                    | 16 في كيبيك ، 17 في كل مكان آخر | 14-18 ، يختلف حسب المقاطعة والصناعة |                     | 2014      | [ 3 ] |
|   | تشيلي                   | 18                              | 15                                  | -3                  | 2005      | ينهي الطلاب تعليمهم الثانوي ( Educación Media باللغة الإسبانية) في سن 18 عامًا، ويكون العمل قانونيًا فقط إذا كان الموظف دون السن القانونية (17 عامًا أو أقل) مفوضًا من قِبل الوصي القانوني أو أولياء الأمور. |
|   | كولومبيا                | 15                              | 14                                  | -1                  | 2005      | |
|   | كوستاريكا               | 17-18                           | 15                                  | -20                 | 2010      | |
|   | كوبا                    | 16                              | 16                                  | 0                   | 2010      | |
|   | دومينيكا                | 16                              | 12                                  | -4                  | عام 2004؟ | |
|   | جمهورية الدومينيكان     | 18                              | 18                                  | 0                   | 2007؟     | |
|   | غرينادا                 | 14                              | 14                                  | 0                   | 2009      | |
|   | غيانا                   | 15                              | 15                                  | 0                   | 2003      | |
|   | هايتي                   | ؟                               | 15                                  |                     | 2002      | |
|   | جامايكا                 | 14                              | 12                                  | -2                  | 2003      | |
|   | المكسيك                 | 15                              | 15                                  | 0                   | 2014      | |
|   | باراغواي                | 14                              | 14                                  | 0                   | 2009      | منذ بدء إصلاح التعليم في عام 1993، التعليم الأساسي هو لمدة تسع سنوات حتى سن 15. وفقًا للدستور، ينتهي التعليم الإلزامي في سن 12 عامًا. |
|   | بيرو                    | 16                              | 18                                  | 2                   | 2009      | (العمل قانوني عند 15,16 إذا كان مفوضًا من قِبل الوصي القانوني أو الوالدين) |
|   | سانت كيتس ونيفيس        | 16                              | 16                                  | 0                   | 1997      | |
|   | سانت فينسنت والغرينادين | ؟                               | 14؟                                 |                     | 2001      | |
|   | سورينام                 | 10؟                             | 14                                  |                     | 2005      | |
|   | ترينيداد وتوباغو        | 12                              | 12                                  | 0                   | 2004      | |
|   | الولايات المتحدة        | 16-19 *                         | 14-18 *                             |                     | 2010      | ويختلف سن ترك المدرسة من ولاية إلى أخرى، حيث يبلغ عمر معظمهم 16 أو 17 سنة، ولكن حفنة منهم تتجاوز سن ترك المدرسة هذا العدد. من الطلاب الذين يكملون مستوى معين من التعليم الثانوي قد تأخذ اختبار موحد وتخرج من التعليم الإلزامي، ودرجة المعادلة تطوير العامة. كما يسمح للطلاب الموهوبين عموما من قبل العديد من الدول لتسريع وقد يبحث الشباب عن عمل في سن 14 سنة في العديد من الولايات، ولكن معظم أرباب العمل يبحثون، في الممارسة العملية، عن شخص أكبر سناً قليلاً. ومع ذلك، فمن الشائع بالنسبة لأولئك الذين تتراوح أعمارهم بين 14 (وحتى الأصغر سنا) للحصول على وظيفة في الزراعة. * يختلف حسب الولاية أو الإقليم. |
|   | الأوروغواي              | 14                              | 15                                  | 1                   | 2006      | |
|   | فنزويلا                 | 14                              | 14                                  | 0                   | 2007      | |